# Orohakbeek
De Orohakbeek (Zweeds: Orohaknjira) is een beek die stroomt in de Zweedse  gemeente Kiruna. De beek ontstaat op de zuidelijke hellingen van de berg Cearrugeahci, een berg die tegen de grens met Noorwegen ligt. De beek stroomt naar het zuiden en loost haar water in het Ripasmeer. Ze is circa 5 kilometer lang.
Afwatering: Orohakbeek → Ripasrivier → (Torneträsk) → Torne → Botnische Golf